# Sa'ud bin Khalid Al Sa'ud
Saʿūd bin Khālid Āl Saʿūd (...) è un principe e funzionario saudita, membro della famiglia reale Āl Saʿūd.

## Primi anni di vita e formazione
Il principe Sa'ud è il terzo figlio del principe Khalid bin Faysal. Suoi fratelli sono i principi Bandar e il principe Sultan. La loro madre è Al Anoud bint Abd Allah bin Mohammad bin Abd al-Rahman Al Sa'ud.
Nel 2001 ha conseguito un Bachelor of Science in finanza presso l'Università del Petrolio e dei Minerali Re Fahd.

## Esperienza professionale
Nel dicembre del 2010 stato nominato vice governatore dell'Autorità generale saudita di investimento. In quest'organo dirige il Dipartimento degli affari di investimento che è responsabile della gestione dell'ambiente di investimento e dell'agenda della competitività del paese. Questo dipartimento si concentra sulla creazione di un ambiente più liberale per gli investimenti. Come parte di questi sforzi, presiede anche la delegazione negoziale saudita per i trattati bilaterali di investimento. Sa'ud bin Khalid è anche vice presidente delle commissioni economiche congiunte del regno con Svizzera, Russia, Uzbekistan, Kazakistan, Grecia, Azerbaigian e Senegal.
Dal dicembre 2010 è anche presidente del Centro per la competitività nazionale. Questo è stato istituito dall'Autorità generale saudita di investimento nel 2006 e opera come un organo indipendente per monitorare, valutare, sostenere e valorizzare la competitività nel regno. Il Centro per la competitività nazionale svolge questo ruolo come un think tank. Dalla stessa data fa parte del consiglio di amministrazione dell'Autorità per la proprietà industriale.
In passato è stato chief operations officer degli affari di investimento dell'Autorità generale saudita di investimento e del Centro per la competitività nazionale da gennaio 2009 a dicembre 2010, direttore finanziario per gli affari di investimento negli stessi organi dal luglio del 2008 al gennaio del 2009 e analista finanziario della Saudi Aramco dal maggio del 2001 al luglio del 2008.
Sa'ud bin Khalid ha lavorato anche per il Dipartimento del tesoro negli uffici di controllo interno, sviluppo di nuovi business e altri servizi finanziari e di pianificazione connesse.

## Vita personale
Nel 2010 ha sposato una figlia di Khalid bin Sa'ud bin Khalid Al Abd al-Rahman, un pronipote del principe Muhammad bin Abd al-Rahman. Dall'unione è nato un figlio, Bandar.

## Organizzazioni
Sa'ud bin Khalid fa parte della Federazione globale dei consigli competitivi, del Consiglio di amministrazione della Fondazione Re Faysal, di diverse commissioni governative e di diversi consigli regionali di investimento.